# Jason Waterhouse
Jason Waterhouse (* 8. November 1991 in Sydney) ist ein australischer Segler.

## Erfolge
Jason Waterhouse nahm an den Olympischen Sommerspielen 2016 in Rio de Janeiro in der Bootsklasse Nacra 17 teil. Gemeinsam mit seiner Cousine Lisa Darmanin erreichte er nach zehn Rennen das entscheidende medal race, dass die beiden auf dem zweiten Platz beendeten. In der Gesamtwertung kamen sie damit auf 78 Punkte, einen Punkt hinter den Olympiasiegern Santiago Lange und Cecilia Carranza Saroli. Aufgrund der besseren Platzierung im medal race belegten sie vor den punktgleichen Thomas Zajac und Tanja Frank den zweiten Gesamtplatz und erhielten damit die Silbermedaille.
Bei Weltmeisterschaften gewann er mit Darmanin bereits 2014 in Santander die Bronze- und 2015 in Aarhus die Silbermedaille. 2019 und 2020 folgten weitere Bronzemedaillen, die er ebenfalls mit Darmanin gewann.